# Jean-Antoine Villemin
Jean-Antoine Villemin, né à Prey dans les Vosges le 25 janvier 1827 et mort à Paris le 6 octobre 1892, est un médecin militaire, hygiéniste et épidémiologiste français, connu pour avoir démontré en 1865 que la tuberculose était une maladie contagieuse.

## Biographie
Il fait ses études de médecine à l'École de médecine militaire de Strasbourg et obtient son diplôme de médecin militaire en 1853, puis il exerce et enseigne à l'hôpital militaire du Val-de-Grâce à Paris. En 1874, il est élu membre de l'Académie de médecine, dont il est vice-président en 1891.
Dans les années 1860 il remarque que les soldats confinés dans les casernes sont davantage atteints de tuberculose que ceux en campagne. En 1865, il démontre que la tuberculose est une maladie transmissible en inoculant des lapins de laboratoire avec du matériel provenant d'êtres humains ou de têtes de bétails contaminés,. Il publie ses résultats dans un ouvrage intitulé Études sur la Tuberculose, où il décrit la transmission de la tuberculose de l'homme vers les lapins, du bétail vers les lapins, et entre lapins. Ses découvertes sont cependant ignorées par la communauté scientifique et on ne se souviendra de sa contribution que des années plus tard, lorsque ses résultats seront corroborés par les travaux d'autres scientifiques.
Il meurt le 3 octobre 1892 au 31 rue de Bellechasse à Paris

## Hommages
En 1951, le Comité national de défense contre la tuberculose a émis une vignette à son effigie.
Un hôpital militaire parisien, situé près de la gare de l'Est et aujourd'hui désaffecté, a porté son nom. Le jardin de l'hôpital, désormais jardin public porte le nom de jardin Villemin.
L'hôpital Villemin-Paul-Doumer, à Liancourt dans l'Oise, est également nommé d'après-lui (et d'après le président Paul Doumer).
En 1894 la ville de Bruyères lui a érigé un monument à l'entrée de la place Stanislas.
Une plaque a été apposée sur son domicile parisien, au 31 rue de Bellechasse.
Enfin, une rue d'Épinal porte son nom.

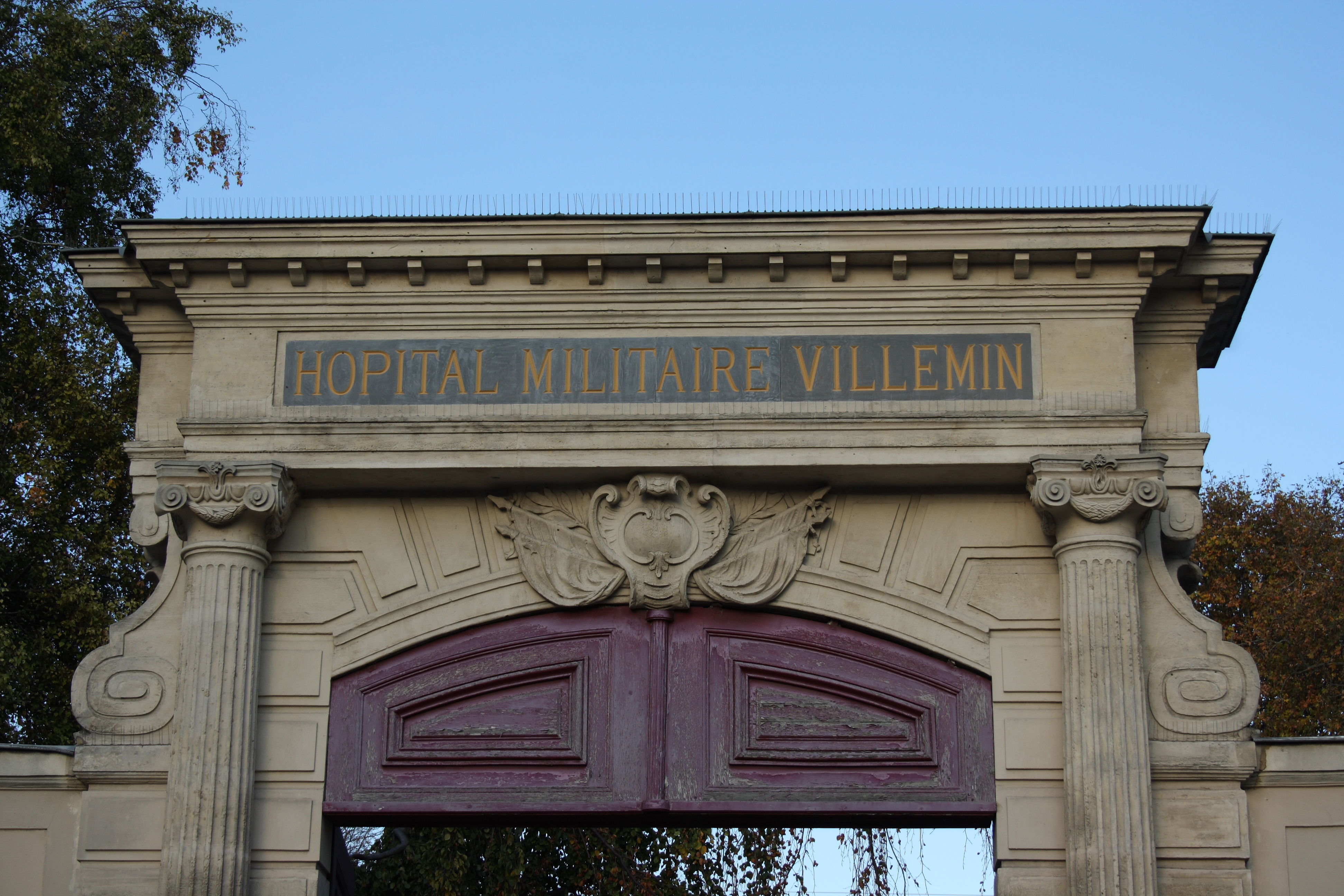
Rue des Récollets : entrée de l'ancien hôpital militaire Villemin.
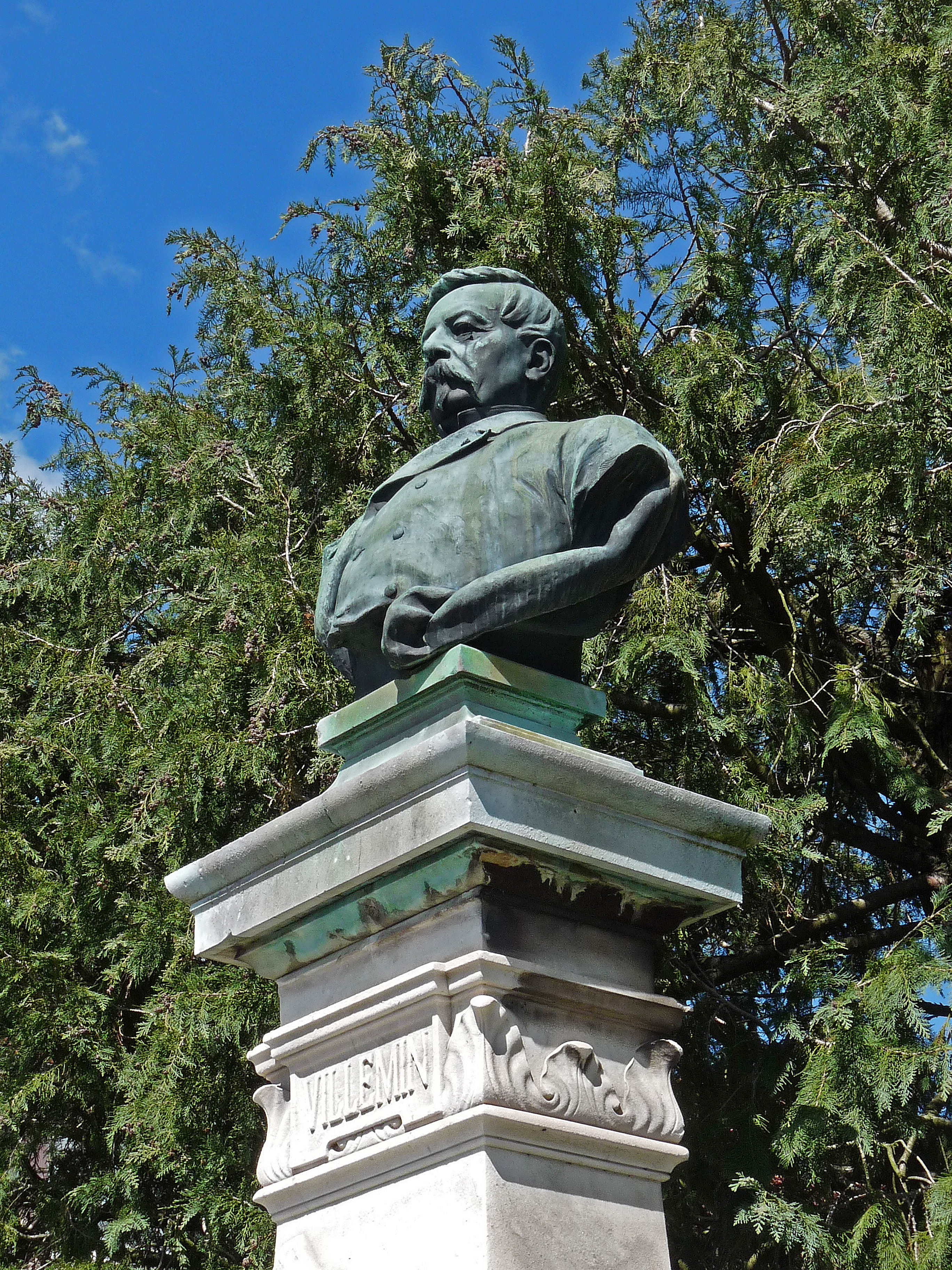
Monument à Bruyères.
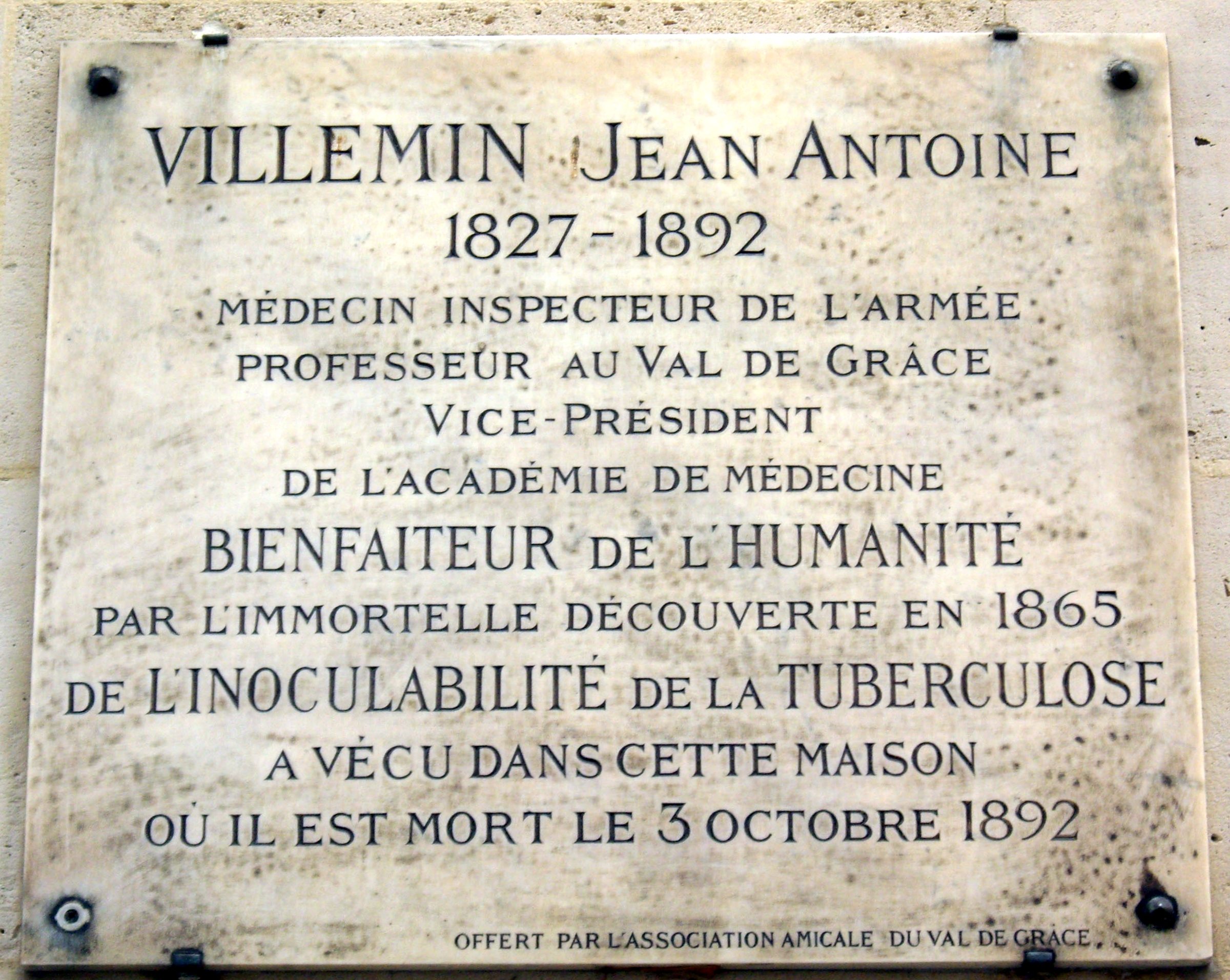
Plaque apposée au 31 rue de Bellechasse (Paris).

## Principales publications
- « Cause et nature de la tuberculose », in: Bulletin de l'Académie nationale de médecine, Académie nationale de médecine (France), J.-B. Baillière (Paris), Masson (Paris),1865 (A30,T31), p. 211-16, lire en ligne sur Gallica
- Du Tubercule au point de vue de son siège, de son évolution et de sa nature, Paris : J.-B. Bailliere, 1861, lire en ligne sur Gallica
- Études sur la tuberculose : preuves rationnelles et expérimentales de sa spécificité et de son inoculabilité, Paris : J.-B. Bailliere, 1868,Texte en ligne.
- Notice sur les titres et travaux scientifiques, Paris: Impr. de E. Martinet, 1869 (circa), Texte intégral.